# Tojikobod
Tojikobod – miejscowość w środkowym Tadżykistanie, w wijalecie Rejony Administrowane Centralnie, siedziba dystryktu Tojikobod, nad rzeką Wachsz.

## Temperatura
W lipcu temperatura może wynosić maksymalnie 32 °C, w styczniu minimalnie 5 °C.